# Bezirksamt Eberbach

Lage der Bezirksämter in Baden im Jahr 1890

Das Bezirksamt Eberbach war eine Verwaltungseinheit im Norden des Landes Baden. Es bestand von 1807 bis 1924.

## Geschichte
Durch den Reichsdeputationshauptschluss 1803 und die Auflösung der Kurpfalz kam das Oberamt Mosbach mit seinen zugehörigen Unterämtern bzw. Kellereien (Neckarelz, Lohrbach, Eberbach, Hilsbach) an das neu geschaffene Fürstentum Leiningen. Die Rheinbundakte mediatisierte 1806 das Haus Leiningen und die Fürsten von Leiningen wurden Standesherren unter der Souveränität Badens. Dessen Regierung errichtete im Sommer 1807 das standesherrliche Amt Eberbach, dem außer der Stadt noch 22 weitere Orte angehörten.
Bereits im Dezember 1807 wurde die leiningenschen Ämter in kleinere, als Justizamt titulierte Einheiten aufgespaltet. Dabei entstanden das Amt Zwingenberg vollständig aus Eberbacher Orten, weitere gingen an das Justizamt Lohrbach. 1813 wurden die beiden neu errichteten Ämter wieder aufgehoben, die Zwingenberger und drei der Lohrbacher Orte kamen zu Eberbach.
Nachdem Baden dem Hause Leiningen 1840 erneut die Ausübung der Patrimonialgerichtsbarkeit zugestanden hatte, wurde Eberbach wieder in ein standesherrliches Amt umgewandelt. Die Orte, nicht in die leiningensche Zuständigkeit fielen, wurden zum Bezirksamt Neudenau umgesetzt. 1849 verzichtete das Haus Leiningen auf die Ausübung der ihm 1840 zuerkannten Rechte. Daraufhin wurde die Trennung aufgehoben. Eberbach wieder zum landesherrlichen Amt und erhielt zugleich die abgetrennten Orte zurück.
Im Zuge der Trennung der Rechtsprechung von der Verwaltung 1857 wurde Eberbach Sitz eines Amtsgerichts. Zugleich wurde das Bezirksamt Neckargemünd aufgelöst und dem Bezirksamt Eberbach eingegliedert. Dessen westliche Gemeinden gingen 1864 zum Bezirksamt Heidelberg. 1864 wurden die Gemeinden des Amtsbezirks dem Kreisverband Mosbach zugewiesen. Bei der Auflösung des Bezirksamtes Eberbach kamen 1924 die östlichen Gemeinden zum Bezirksamt Mosbach, die westlichen zum Bezirksamt Heidelberg.

## Orte und Einwohnerzahlen
Zum Zeitpunkt seiner Errichtung im Sommer 1807 umfasste das Amt neben Eberbach diese 22 Orte: Balsbach, Oberdielbach, Fahrenbach, Friedrichsdorf, Ferdinandsdorf, Neckargerach, Waldkatzenbach, Lindach, Igelsbach, Krumbach, Mülben, Pleutersbach, Rineck, Robern, Rockenau, Schollbrunn, Strümpfelbrunn, Trienz, Weisbach, Wagenschwend, Neckarwimmersbach und Zwingenberg.

### 1814
Ohne das zwischenzeitlich zum Stadt- und Ersten Landamt Mosbach gewechselte Fahrenbach wird 1814 für das Bezirksamt von 7198 Einwohnern berichtet, die sich auf diese Ortschaften verteilten:
- Balsbach: 197
- (Ober)-Dielbach: 251
- Eberbach: 2848, davon in
  - Unterdielbach: 67
- (Ober)-Ferdinandsdorf: 136
- Friedrichsdorf: 119
- Igelsbach: 41
- (Wald)katzenbach: 306
- Lindach: 69
- Mülben: 157
- Neckargerach: 712
- Neckarwimmersbach: 343
- Pleutersbach: 144
- Robern: 166
- Rockenau: 166
- Schollbrunn: 394
- Strümpfelbrunn: 400
- Unterferdinandsdorf: 78
- Wagenschwend: 233
- Weisbach: 222
- Zwingenberg: 216

### 1864

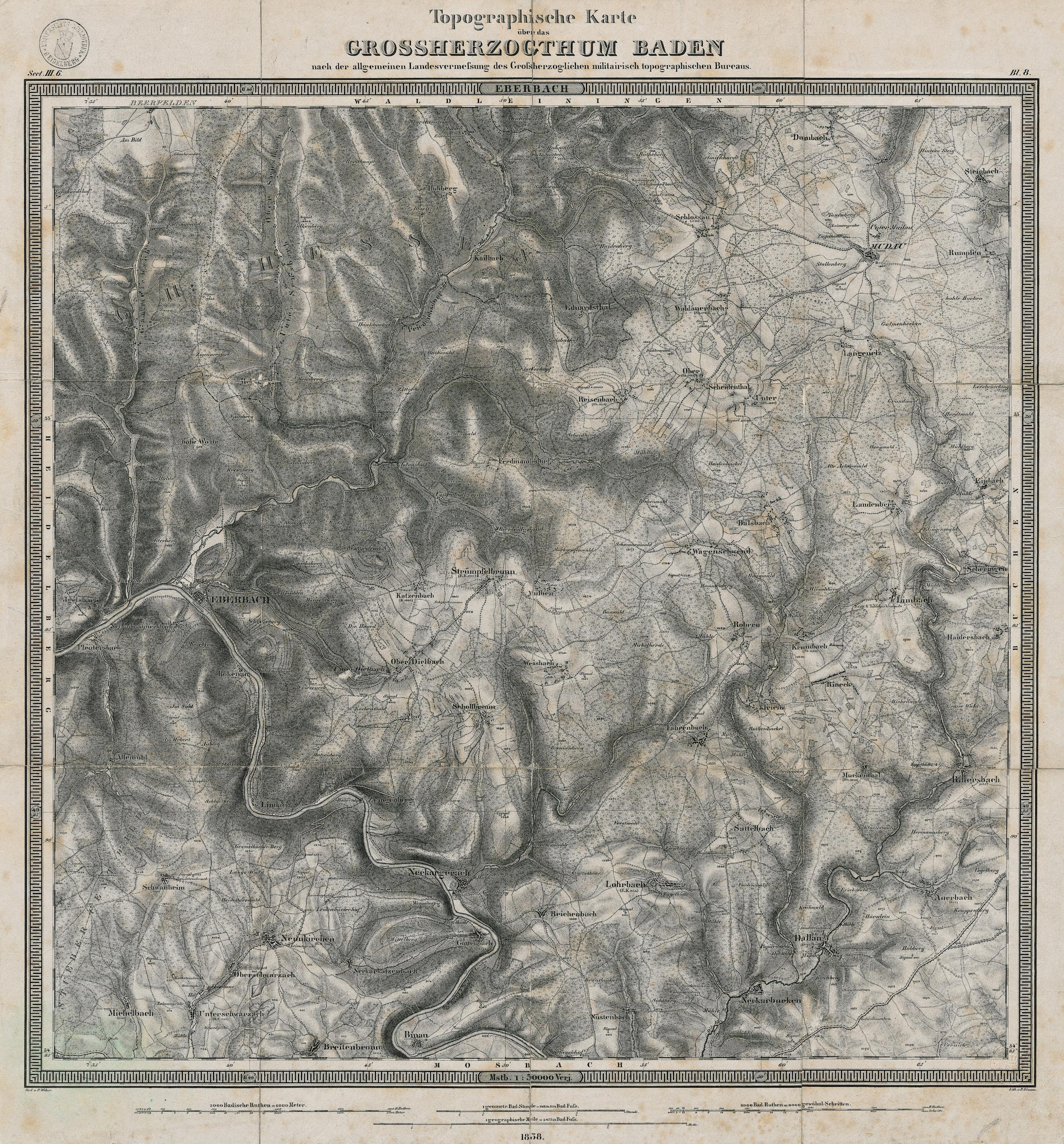
Topographische Karte von 1838, Blatt Eberbach

Nachdem 1857 der Amtsbezirk Neckargemünd mit seinen 23 Gemeinden hinzugekommen war, umfasste Eberbach 40 Gemeinden. Diese 15 wechselten 1864 zu Heidelberg: Bammental, Dilsberg, Gaiberg, Gauangelloch, Lobenfeld, Mauer, Meckesheim, Mönchzell, Mückenloch, Neckargemünd, Ochsenbach, Spechbach, Waldhilsbach, Wiesenbach, und Waldwimmersbach. Bei Eberbach blieben Haag, Michelbach, Moosbrunn, Neunkirchen, Oberschwarzach, Schönbrunn, Schwanheim, Unterschwarzach.
Von den 1864 gezählten Bewohnern verblieben nach dem 1865 vollzogenen Wechsel von Robern zum Bezirksamt Mosbach 13.211 Menschen. Sie verteilten sich auf 24 Gemeinden:
- Balsbach: 348
- (Ober)dielbach: 514
- Eberbach: 4191
- Friedrichsdorf: 239
- (Neckar)gerach: 883
- Haag: 283
- (Wald)katzenbach: 432
- Lindach: 111
- Michelbach: 372
- Moosbrunn: 200
- Mülben: 252
- Neunkirchen: 1009
- Pleutersbach: 219
- Rockenau: 214
- (Ober)schönbrunn: 447
- Schollbrunn: 518
- Schwanheim: 256
- Strümpfelbrunn: 604
- Unterschwarzach: 402
- Wagenschwend: 365
- Weisbach: 346
- (Neckar)wimmersbach: 410
- Zwingenberg: 321

Als Kolonien getrennt gezählt wurden:
- Ferdinandsdorf: 34
- Igelsbach: 65

### 1913
Im Gebiet des Amtes lag eine Reihe gemeindefreier Gebiete, die in Baden als abgesonderte Gemarkung bezeichnet wurden. 1885 waren es Sondernach, die Waldgemarkung Zwingenberg und die Stüber Zent. Sondernach wurde 1900 auflöst, der bewohnte Teil mit Gaimühle kam zu Eberbach, der Rest zur Waldgemarkung Zwingenberg. Auch der Stüber Zentwald wurde auf benachbarte Gemeinden aufgeteilt.
Vom Bezirksamt Buchen kamen 1872 (Badisch)-Schöllenbach, Anfang 1900 Reisenbach und im Juli 1921 vom Bezirksamt Heidelberg noch Brombach zu Eberbach.
Neckarwimmersbach wurde 1899 nach Eberbach eingemeindet, dafür wurden Ober- und Unterschwarzach wieder getrennt ausgewiesen. 1910 hatte das Bezirksamt 16.783 Einwohner, davon 11.119 evangelisch, 5.458 römisch-katholisch, 9 altkatholisch, 43 übrige Christen, 151 Juden und 3 sonstige. Sie verteilten sich 1913 auf 24 Gemeinden und 3 abgesonderte Gemarkungen:
- Eberbach: 6394
- Balsbach: 364
- Friedrichsdorf: 268
- Haag: 313
- Lindach: 115
- Michelbach: 408
- Moosbrunn: 237
- Mülben: 276
- Neckargerach: 1022
- Neunkirchen: 1129
- Oberdielbach: 531
- Oberschwarzach: 202
- Pleutersbach: 300
- Reisenbach: 466
- Rockenau: 366
- Schollbrunn: 578
- Schönbrunn: 442
- Schwanheim: 369
- Strümpfelbrunn: 718
- Unterschwarzach: 622
- Wagenschwend: 428
- Waldkatzenbach: 498
- Weisbach: 427
- Zwingenberg: 228
- Waldgemarkung Zwingenberg, ihre 16 Einwohner (die verbliebenen Bewohner des 1850 als Gemeinde aufgelösten Ferdinandsdorf) wurden bei Mülben mitgezählt.

Als abgesonderte Gemarkung mit eigener polizeilicher Verwaltung teilselbstständige Gemeinden:
- Igelsbach: 46
- Schöllenbach: 36

### Aufteilung 1924
Zum 1. April 1924 wurde das Bezirksamt Eberbach aufgelöst. Zum Bezirksamt Heidelberg kamen Eberbach, Brombach, Friedrichsdorf, Haag, Moosbrunn, Pleutersbach, Rockenau, Schwanheim und Schönbrunn, Reisenbach zurück zum Bezirksamt Buchen, der Rest zum Bezirksamt Mosbach. Von den hier nicht genannten abgesonderten Gemarkungen gingen Schöllenbach und Igelsbach zu Heidelberg, der größere Teil der Waldgemarkung Zwingenberg zu Mosbach.

## Leiter der Verwaltung
Die Leitung der Verwaltung, als Amtmann oder Oberamtmann und später Landrat, hatten inne:
- 1813–1819 Carl Beeck
- 1819–1823 Philipp Joseph Christ
- 1823–1828 Georg Bäuerle
- 1828–1834 Franz Burkhard Fauth
- 1834–1837 Joseph Seldner
- 1837–1841 Konrad Kuntz
- 1842–1843 Franz Carl Kirchgeßner
- 1843–1848 Wilhelm Hübsch
- 1848–1849 Bonaventura Kraft
- 1849–1855 Friedrich von Krafft-Ebing
- 1855–1858 Peter Guerillot
- 1858–1864 Gustav Jägerschmidt
- 1864–1867 Adolph von Feder
- 1867–1878 Ludwig von Krutheim
- 1878–1882 Wilhelm Haape
- 1882–1884 Adolf Föhrenbach
- 1884–1890 Wilhelm Holtzmann
- 1890–1893 Heinrich Schröder
- 1894–1902 Anton Beck
- 1902–1911 Albert Mays
- 1911–1924 Friedrich Schmitt

## Übergeordnete Behörden
Im Rahmen der Verwaltungsgliederung Badens übergeordnete Behörden waren:
- Ab 1806 die Provinz des Unterrheins oder die badische Pfalzgrafschaft in Mannheim
- Ab 1807 die Landvogtei Mosbach
- Ab Anfang 1810 der Odenwälderkreis mit Sitz in Mosbach
- Ab Ende 1810 der Neckarkreis mit Sitz in Mannheim
- Ab 1832 der Unterrheinkreis mit Sitz in Mannheim
- Ab 1863 der Landeskommissärbezirk Mannheim